# Codor
Codor – wieś w Rumunii, w okręgu Kluż, w gminie Jichișu de Jos. W 2011 roku liczyła 411 mieszkańców.